# De Luts (waterschap)
De Luts was een waterschap in Friesland dat een bestuursorgaan was van 1914 tot 1968. Het grondgebied lag bij oprichting in de gemeenten Gaasterland, Hemelumer Oldephaert en Noordwolde en Sloten.
Het waterschap had aanvankelijk een brede beheerstaak in het stroomgebied van De Luts, namelijk het verbeteren van wegen, vaarten, waterlossingen en aanverwanten. Al in 1919 werd deze taak versmald tot het regelen van de waterhoogte. 
Per 1 mei 1968 werd het waterschap opgeheven en ging het in de eerste grote waterschapsconcentratie in de provincie op in het waterschap Tusken Mar en Klif. Na verdere fusies valt het gebied sinds 2004 onder Wetterskip Fryslân.